# Jean Roux
Jean Roux (Genebra, 5 de março de 1876 - 1 de dezembro de 1939) foi um zoólogo, botânico, herpetólogo e briólogo suíço

## Biografia
Estudou na Universidade de Genebra, completando em 1899 o seu doutoramento. As suas primeiras investigações implicaram estudos de protozoários, e seguindo trabalho pós-doutoral em Berlim, tornou-se curador no Museu de História Natural de Basileia. Analisou amostras herpetológicas recolhidas por Fritz Müller, seu antecessor em Basileia.
Em 1907-1908, com Hugo Merton, fez investigação científica nas ilhas Aru e ilhas Kei, e em 1911-12, com Fritz Sarasin, visitando a Nova Caledónia e as Ilhas Lealdade. Como resultado desta última expedição, publicou com Sarasin uma grande obra intitulada Investigações Científicas na Nova Caledónia e Ilhas Lealdade. Durante a sua carreira, foi autor de 35 trabalhos sobre temas herpetológicos.

## Algumas publicações
- Les Reptiles de la Nouvelle-Caledonie et des Îles Loyalty (com Fritz Sarasin), 1913

- Nova Caledonia. Forschungen in Neu-Caledonien und auf den Loyalty-Inseln. Recherches scientifiques en Nouvelle-Calédonie et aux iles Loyalty. A. Zoologie (1913) A. Zoologie, v. I.

- Nova Caledonia. Forschungen in Neu-Caledonien und auf den Loyalty-Inseln. Recherches scientifiques en Nouvelle-Calédonie et aux iles Loyalty. A. Zoologie (1915) A. Zoologie, v. II.

- Mollusques terrestres de la Nouvelle-Calédonie et des îles Loyalty. CW Kreidel, 1923 (com Philippe Dautzenberg e Fritz Sarasin)

- Crustacés décapodes d'eau douce de la Nouvelle-Calédonie par Jean Roux. CW Kreidel, 1926.

## Distinções

### Eponimia
Em 1913 a espécie Emoia loyaltiensis passou a ter o nome em inglês de Roux's emo stink, e o "gecko-gigante-de-roux" (Rhacodactylus sarasinorum) também tem o seu nome, tal como o lagarto Lipinia rouxi ( Hediger, 1934 ).
- (Bromeliaceae) Greigia rohwederi L.B.Sm.[3]